# Pierre Carteus
Pierre Carteus (Ronse, 24 settembre 1943 – Ronse, 4 febbraio 2003) è stato un calciatore belga, di ruolo centrocampista.

## Palmarès

### Club

#### Competizioni nazionali
- Campionato belga: 1

Bruges: 1972-1973
- Coppa del Belgio: 2

Bruges: 1967-1968, 1969-1970